# Remich
Remich (lussemburghese: Réimech, pronuncia /ˈʀəɪməɕ/) è un comune del Lussemburgo sud-orientale con lo status di città. È il capoluogo del cantone di Remich, nel distretto di Grevenmacher. Remich si trova sulla sponda sinistra della Mosella: il fiume segna il confine fra Lussemburgo e Germania. Il comune è quello con il territorio più piccolo in Lussemburgo.
Nel 2005, la città di Remich, capoluogo del comune che si trova nella parte orientale del suo territorio, aveva una popolazione di 2 883 abitanti.
La principale attrattiva turistica della città sono i vigneti e la produzione di vino, molto diffusi nella valle della Mosella, ma che nella città sono stati sfruttati intensivamente per attrarre visitatori.